# Таруса
Таруса (на руски: Таруса) е град в Русия, административен център на Таруски район, Калужка област. Населението на града към 1 януари 2018 е 9101 души.

## История
За пръв път селището е упоменато през 1246 година, през 1776 година получава статут на град.